# Jida
Pour l’île de Bahreïn, voir Jidda.
Jida (en oromo : Jidda) est un woreda du centre de l'Éthiopie situé dans la zone Nord Shewa de la région Oromia. Partie sud-est de l'ancien woreda Wuchalena Jido, Jida a 53 658 habitants en 2007.
Le woreda est entouré par Wuchale, Abichuna Gne'a, Kembibit, Aleltu, Bereh et Sululta qui étaient tous dans la zone Nord Shewa dans les années 2010. Il est désormais limitrophe de la zone spéciale Oromia-Finfinnee du fait du transfert de Bereh et Sululta dans cette zone.
Le recensement national de 2007 y fait état d'une population entièrement rurale de 53 658 habitants.
Près de 98 % des habitants sont orthodoxes, moins de 2 % sont musulmans et moins de 1 % sont protestants.
En 2022, sa population est estimée à 75 016 personnes avec une densité de population de 155 personnes par km2 et 485 km2 de superficie.